# Mario Fine
Mario Fine (Roma, 12 agosto 1956) è un generale italiano, comandante del Corpo militare dell'ACISMOM dal 2017 al 2023.

## Carriera militare
Già ufficiale di complemento dell'Arma dei Carabinieri dal 1977, è iscritto ai ruoli del Corpo militare dell'ACISMOM dal 1978 come ufficiale commissario.
Nel corso della sua carriera ha partecipato a diverse formazioni in ambito di sanità militare e protezione civile.
Dal 2010 con i gradi di colonnello è comandante facente funzioni del Corpo, fino al 2017 quando è stato promosso generale.
Ha coordinato i militari del Corpo sia nelle operazioni di sicurezza a Lampedusa con i migranti, che nella gestione della pandemia COVID-19 partecipando alla campagna di vaccinazione.